# Aage Niels Bohr
Aage Bohr (Copenhague, Dinamarca 19 de junio de 1922 - 8 de septiembre de 2009) fue un físico danés que ganó el Premio Nobel de Física en 1975.

## Biografía
Hijo de Niels Bohr y Margrethe Nørlund. Creció en contacto con grandes físicos como Wolfgang Pauli y Werner Heisenberg, se convirtió en un notable físico nuclear.
Bohr inició su formación en la Universidad de Copenhague. El desarrollo de la Segunda Guerra Mundial llevó a la familia Bohr a un periplo por distintos países hasta recalar en Estados Unidos, donde padre e hijo colaboraron en el Proyecto Manhattan, iniciativa militar estadounidense dirigida por Robert Oppenheimer que culminaría en la fabricación de la bomba atómica.
De regreso a Dinamarca, en 1946, impartió física teórica en Copenhague y ejerció como director del Instituto Bohr de Física Teórica (1963-1970), fundado por su padre. En 1954 se doctoró por la Universidad de Copenhague con la tesis titulada Estados rotacionales del núcleo atómico; Bohr desarrolló en ella la teoría del movimiento colectivo del núcleo atómico, hipótesis que permitiría explicar muchas propiedades nucleares.
En 1948 Bohr trabajó en un monográfico con Ben Roy Mottelson y Leo James Rainwater en Copenhague para resumir los conocimientos existentes de la estructura nuclear. El primer volumen, Movimiento de una Sola Partícula, apareció en 1969, y el segundo volumen, Deformaciones nucleares, en 1975. Su trabajo en este proyecto y su contribución a la teoría nuclear les llevó a ganar el premio Nobel de Física, por el descubrimiento de la conexión entre el movimiento colectivo y el movimiento de las partículas en el núcleo atómico, y el desarrollo de la teoría de la estructura de los núcleos atómicos en función de esta conexión.

## Premio y Obras
En 1975 recibió el premio Nobel de Física, que compartió con James Rainwater y Ben R. Mottelson, por sus trabajos sobre la descripción de la estructura asimétrica del núcleo del átomo. Bohr elaboró el llamado «modelo unificado» del núcleo atómico, de gran interés en el conocimiento y desarrollo de los procesos de fusión nuclear. Entre sus obras destacan, junto a la citada tesis doctoral, los dos volúmenes de Estructura nuclear: Movimiento de una sola partícula (1969) y Deformaciones nucleares (1975).